# Black Box Recorder
Black Box Recorder is een Britse pop/indiemuziekgroep. Ze bestaat uit Sarah Nixey (zangeres), Luke Haines en John Moore (instrumenten).
Hun eerste album, England Made Me, kwam uit in 1998. Er was wat controverse rond de single Child Psychology, omdat die "Life is unfair, kill yourself or get over it" (het leven is niet eerlijk, dood jezelf of leer ermee leven) bevatte. De single werd dan ook van de meeste Engelse radiostations verbannen, wat hun ironisch genoeg meer naambekendheid opleverde.
Het tweede album, The Facts of Life, was een bescheiden commercieel succes dankzij de gelijknamige single. 
Hun derde album, Passionoia, kwam uit in 2003. Er bestaat ook een compilatiealbum (The worst of Black Box Recorder) met remixen, b-sides en de video's van de singles.
De stijl van hun muziek varieert sterk per album, maar valt uiteindelijk toch in de (alternatieve) pop of triphop categorie. In het algemeen gaan de teksten over het dagelijkse Engelse leven, op zowel persoonlijk als sociaal vlak. Gevoelens van nostalgie en melancholie komen ook vaak voor in de teksten. Er wordt veelvuldig gebruikgemaakt van cynisme, vooral als het over liefde en de dood gaat.
De band staat er ook om bekend maar weinig optredens te geven. De promo-tour om hun laatste nieuwe album te promoten bestond bijvoorbeeld maar uit vijf verschillende optredens.
Momenteel staat de groep op non-actief. Officieel zijn ze niet gesplit, maar alle drie de leden geven nu voorrang aan hun solocarrière.
John Moore huwde Sarah Nixey in 2001.

## Discografie

### Albums
- 1998: England Made Me
- 2000: The Facts Of Life
- 2003: Passionoia

### Compilaties
- 2001: The Worst Of Black Box Recorder

### Singles
- 1998: Child Psychology
- 1998: England Made Me
- 2000: The Facts Of Life
- 2000: The Art Of Driving
- 2003: These Are The Things
- 2003: The School Song
- 2007: Christmas Number One (met Art Brut)
- 2010: Keep It in the Family / Do You Believe in God?